# Доротея София фон дер Пфалц
Доротея София фон дер Пфалц (на немски: Dorothea Sophie von der Pfalz; на италиански: Dorotea Sofia di Neuburg; * 5 юли 1670, Нойбург; † 15 септември 1748, Парма) от род Вителсбахи (Линия Пфалц-Нойбург), е пфалцграфиня на Нойбург и чрез женитба херцогиня на Парма и Пиаченца.

## Живот
Дъщеря е на курфюрст Филип Вилхелм фон Пфалц (1615 – 1690) и втората му съпруга Елизабет Амалия фон Хесен-Дармщат (1635 – 1709), дъщеря на ландграф Георг II фон Хесен-Дармщат. Тя е сестра на Елеонора Магдалена, омъжена от 1676 г. за император Леополд I, на Мария София, омъжена от 1687 г. за крал Педру II от Португалия и на Мария Анна, омъжена от 1690 г. за крал Карлос II от Испания.
Доротея София се омъжва на 17 май 1690 г. в Парма за Одоардо II Фарнезе (1666 – 1693), наследствен принц на Парма и Пиаченца, син на херцог Ранучо II Фарнезе (1630 – 1694) и втората му съпруга Изабела д’Есте (1635 – 1666).
Одоардо II умира на 6 септември 1693 г. преди баща му. Вдовицата Доротея София се омъжва през 1696 г. за неговия по-малък полубрат и наследник херцог Франческо Фарнезе (1678 – 1727), който през 1694 г. наследява баща си като херцог на Парма и Пиаченца. Заради наднорменото си тегло Франческо не може да има деца. Затова Великите сили решават през 1720 г. негови наследници да бъдат неговата доведена дъщеря и племенница Изабела Фарнезе и нейният съпруг Филип V Испански.
Доротея София поръчва асрономически часовник, който е готов през 1725 г. На 16 март 1731 г. император Карл VI е съгласен Доротея София заедно с великия херцог на Тоскана да са регенти на инфант Карлос, който е предвиден за херцог на Парма, до неговото пристигане в херцогството през началото на 1732 г.
Доротея умира на 78-годишна възраст. Херцогинята е погребана в църквата Мадона дела Стеката в Парма.

## Деца
Доротея София и Одоардо II Фарнезе имат две деца:
- Алесандро Игнацио (* 6 декември 1691), който умира на 20 месеца († 5 август 1693)
- Изабела Фарнезе (Елизабета, * 25 октомври 1692, † 11 юли 1766)

∞ 1714 г. за испанския крал Филип V и занася Парма и Пиаченца като зестра. Те са прародители на краля на Испания Хуан Карлос I (упр. 1975 – 2014).